# Llista de monuments de Vilanova de Sau
Llista de monuments de Vilanova de Sau inclosos en l'Inventari del Patrimoni Arquitectònic Català pel municipi de Vilanova de Sau (Osona). Inclou els inscrits en el Registre de Béns Culturals d'Interès Nacional (BCIN) amb la classificació de monuments històrics, els Béns Culturals d'Interès Local (BCIL) de caràcter immoble i la resta de béns arquitectònics integrants del patrimoni cultural català.
| Monument                                           | Protecció    | Estil/època                                | Localització                                                              | Coordenades                                            | Codi?         | Imatge |
| -------------------------------------------------- | ------------ | ------------------------------------------ | ------------------------------------------------------------------------- | ------------------------------------------------------ | ------------- | --- |
| Castell de Cornil, o Castell del Puig de la Força  | BCIN 1789-MH | Obra popular XI-XII                        | Vilanova de Sau Puig de la Força                                          | 41° 58′ 51″ N, 2° 23′ 20″ E / 41.980822°N,2.389022°E   | RI-51-0005774 | Castell de Cornil (Vilanova de Sau) · Vegeu més fotos d'aquest monument · Carregueu una nova foto d'aquest monument                   |
| Casal del Pi, Domus del Pi                         | BCIN 1790-MH | XII-XIII                                   | Vilanova de Sau                                                           | 41° 58′ 41″ N, 2° 23′ 42″ E / 41.977928°N,2.394944°E   | RI-51-0005775 | Casal del Pi (Vilanova de Sau) · Vegeu més fotos d'aquest monument · Carregueu una nova foto d'aquest monument                        |
| Casal dels Sant-romà                               | BCIN 1791-MH | Obra popular XI-XII, XVIII-XIX             | Vilanova de Sau La Riba                                                   | 41° 58′ 34″ N, 2° 23′ 28″ E / 41.976205°N,2.391173°E   | RI-51-0005776 | Carregueu una nova foto d'aquest monument                                                                                             |
| Bancells                                           |              | Romànic, barroc XI-XII, XVII-XVIII         | Vilanova de Sau Ctra. de Vic, km 8                                        | 41° 56′ 42″ N, 2° 25′ 50″ E / 41.9449829°N,2.4304804°E | IPA-24829     | Carregueu una nova foto d'aquest monument                                                                                             |
| Església de Sant Andreu de Bancells                |              | Romànic, barroc XI-XII, XVII-XVIII         | Vilanova de Sau Ctra. de Vic a Vilanova de Sau, km 8                      | 41° 56′ 05″ N, 2° 26′ 49″ E / 41.9348583°N,2.4468425°E | IPA-24830     | Església de Sant Andreu de Bancells (Vilanova de Sau) · Vegeu més fotos d'aquest monument · Carregueu una nova foto d'aquest monument |
| Rectoria de Sant Andreu de Bancells                |              | Obra popular XVIII                         | Vilanova de Sau Ctra. de Vic a Vilanova de Sau, km 8                      | 41° 56′ 05″ N, 2° 26′ 48″ E / 41.9347406°N,2.4467108°E | IPA-24831     | Rectoria de Sant Andreu de Bancells (Vilanova de Sau) · Vegeu més fotos d'aquest monument · Carregueu una nova foto d'aquest monument |
| Església nova de Sant Romà de Sau, Església Nova   |              | Eclecticisme Josep Maria Pericas XX (1951) | Vilanova de Sau Sant Romà de Sau, ctra. de Vic, km 8                      | 41° 58′ 00″ N, 2° 24′ 34″ E / 41.9667264°N,2.4094087°E | IPA-24832     | Carregueu una nova foto d'aquest monument                                                                                             |
| Església vella de Sant Romà de Sau, Església Vella |              | Romànic XI                                 | Vilanova de Sau A l'interior del pantà de Sau                             | 41° 58′ 22″ N, 2° 23′ 35″ E / 41.9728641°N,2.3929497°E | IPA-24833     | Església de Sant Romà de Sau (Vilanova de Sau) · Vegeu més fotos d'aquest monument · Carregueu una nova foto d'aquest monument        |
| Capella del Crous                                  |              | Obra popular XVIII                         | Vilanova de Sau Mas el Cros                                               | 41° 56′ 47″ N, 2° 24′ 54″ E / 41.9464278°N,2.4151216°E | IPA-24834     | Carregueu una nova foto d'aquest monument                                                                                             |
| Arbell, antic Pelagats                             |              | Obra popular XIX                           | Vilanova de Sau Ctra. del pantà de Sau                                    | 41° 57′ 09″ N, 2° 23′ 18″ E / 41.9524754°N,2.3882808°E | IPA-24835     | Carregueu una nova foto d'aquest monument                                                                                             |
| La Font                                            |              | Obra popular XVIII                         | Vilanova de Sau Ctra. N-141 del pantà de Sau, km 12                       | 41° 57′ 07″ N, 2° 22′ 57″ E / 41.9520389°N,2.3824453°E | IPA-24836     | Carregueu una nova foto d'aquest monument                                                                                             |
| Morgadès                                           |              | Obra popular XVI-XVII                      | Vilanova de Sau Ctra. de Vic a Vilanova de Sau, km 11                     | 41° 56′ 14″ N, 2° 22′ 33″ E / 41.9372141°N,2.3758091°E | IPA-24837     | Morgadès (Vilanova de Sau) · Vegeu més fotos d'aquest monument · Carregueu una nova foto d'aquest monument                            |
| Les Fagedes                                        |              | Obra popular XVIII                         | Vilanova de Sau Ctra. N-141, km 12                                        | 41° 56′ 29″ N, 2° 23′ 17″ E / 41.9414326°N,2.3881451°E | IPA-24838     | Carregueu una nova foto d'aquest monument                                                                                             |
| El Company                                         |              | Obra popular XVI-XVII                      | Vilanova de Sau Dins de la població                                       | 41° 56′ 55″ N, 2° 23′ 17″ E / 41.9485024°N,2.3880775°E | IPA-24839     | El Company (Vilanova de Sau) · Vegeu més fotos d'aquest monument · Carregueu una nova foto d'aquest monument                          |
| El Bruguer                                         |              | Obra popular XVII-XVIII                    | Vilanova de Sau Dins de la població                                       | 41° 58′ 47″ N, 2° 25′ 21″ E / 41.9796995°N,2.4225184°E | IPA-24840     | Carregueu una nova foto d'aquest monument                                                                                             |
| El Farigolar                                       |              | Obra popular XVII-XVIII                    | Vilanova de Sau Ctra. de la Riba, al nord el pantà                        | 41° 58′ 37″ N, 2° 25′ 18″ E / 41.9768403°N,2.4216993°E | IPA-24842     | Carregueu una nova foto d'aquest monument                                                                                             |
| L'Albareda                                         |              | Obra popular XVII-XVIII                    | Vilanova de Sau Embassament de Sau, ctra. de la Riba                      | 41° 58′ 28″ N, 2° 25′ 15″ E / 41.9744765°N,2.4208878°E | IPA-24843     | Carregueu una nova foto d'aquest monument                                                                                             |
| El Parcet                                          |              | Obra popular XVII-XVIII                    | Vilanova de Sau Ctra. N-141 Embassament de Sau - la Riba                  | 41° 58′ 43″ N, 2° 25′ 05″ E / 41.9785787°N,2.418159°E  | IPA-24844     | Carregueu una nova foto d'aquest monument                                                                                             |
| El Vilar                                           |              | Obra popular XVI-XVII                      | Vilanova de Sau Sant Andreu de Bancells                                   | 41° 54′ 58″ N, 2° 27′ 46″ E / 41.9161366°N,2.4626564°E | IPA-24845     | Carregueu una nova foto d'aquest monument                                                                                             |
| El Crous de Sant Andreu                            |              | Obra popular XVIII                         | Vilanova de Sau Sant Andreu de Bancells                                   | 41° 54′ 40″ N, 2° 27′ 44″ E / 41.911013°N,2.462247°E   | IPA-24846     | Carregueu una nova foto d'aquest monument                                                                                             |
| Capella de Santa Maria de Vallclara                |              | Romànic XII-XVIII, XX                      | Vilanova de Sau Vallclara                                                 | 41° 55′ 34″ N, 2° 28′ 29″ E / 41.9260463°N,2.4748509°E | IPA-24847     | Capella de Santa Maria de Vallclara (Vilanova de Sau) · Vegeu més fotos d'aquest monument · Carregueu una nova foto d'aquest monument |
| El Biaix                                           |              | Obra popular XIX-XX                        | Vilanova de Sau Ctra. N-141 de Vic a Vilanova de Sau, km 16               | 41° 57′ 12″ N, 2° 24′ 14″ E / 41.9534039°N,2.4038488°E | IPA-24848     | Carregueu una nova foto d'aquest monument                                                                                             |
| Can Mas Romeu                                      |              | Obra popular XVIII                         | Vilanova de Sau Ctra. N-141, km 16 a 1.000 m a la dreta                   | 41° 56′ 03″ N, 2° 24′ 59″ E / 41.9342216°N,2.4164635°E | IPA-24849     | Carregueu una nova foto d'aquest monument                                                                                             |
| Can Pont                                           |              | Obra popular XVII-XVIII                    | Vilanova de Sau Ctra. N-141, km 16 a 1.000 m a la dreta                   | 41° 56′ 48″ N, 2° 24′ 22″ E / 41.9466883°N,2.4062157°E | IPA-24851     | Carregueu una nova foto d'aquest monument                                                                                             |
| La Bófia                                           |              | Obra popular XVIII                         | Vilanova de Sau Ctra. N-141, km 16 a 1.000 m a la dreta                   | 41° 57′ 14″ N, 2° 24′ 48″ E / 41.9539116°N,2.4132313°E | IPA-24852     | Carregueu una nova foto d'aquest monument                                                                                             |
| L'Arboç                                            |              | Obra popular XIX-XX                        | Vilanova de Sau Sant Romà                                                 | 41° 57′ 37″ N, 2° 24′ 40″ E / 41.9603758°N,2.4109758°E | IPA-24853     | Carregueu una nova foto d'aquest monument                                                                                             |
| Les Serres de Vilanova                             |              | Obra popular XX                            | Vilanova de Sau Sant Romà                                                 | 41° 57′ 42″ N, 2° 24′ 43″ E / 41.9616239°N,2.41199°E   | IPA-24855     | Carregueu una nova foto d'aquest monument                                                                                             |
| Mas Francesc                                       |              | Obra popular XVII-XVIII                    | Vilanova de Sau Sant Romà                                                 | 41° 57′ 44″ N, 2° 24′ 32″ E / 41.9622116°N,2.4089195°E | IPA-24857     | Carregueu una nova foto d'aquest monument                                                                                             |
| L'Arboç Xic                                        |              | Obra popular XVIII                         | Vilanova de Sau A 1 km del poblat modern                                  | 41° 57′ 30″ N, 2° 24′ 31″ E / 41.9582464°N,2.4084855°E | IPA-24859     | Carregueu una nova foto d'aquest monument                                                                                             |
| La Font d'en Martí                                 |              | Obra popular XVIII                         | Vilanova de Sau Ctra. N-141, km 2,4, a 3 km direcció Pont Malafogassa     | 41° 55′ 57″ N, 2° 24′ 06″ E / 41.9326057°N,2.4017387°E | IPA-24860     | Carregueu una nova foto d'aquest monument                                                                                             |
| Església de Sant Pere de Castanyadell              |              | Eclecticisme, barroc XI-XVIII, XIX         | Vilanova de Sau Ctra. Vic a Sau                                           | 41° 55′ 32″ N, 2° 25′ 45″ E / 41.9255851°N,2.4291695°E | IPA-24862     | Carregueu una nova foto d'aquest monument                                                                                             |
| El Riber                                           |              | Obra popular XVII-XVIII, XIX               | Vilanova de Sau A 2 km del Pont de Malafogassa                            | 41° 55′ 35″ N, 2° 25′ 29″ E / 41.926455°N,2.4248079°E  | IPA-24864     | Carregueu una nova foto d'aquest monument                                                                                             |
| Can Manel                                          |              | Obra popular                               | Vilanova de Sau Al nord de Sant Pere de Castanyadell                      | 41° 55′ 39″ N, 2° 25′ 55″ E / 41.9274267°N,2.4318427°E | IPA-24866     | Carregueu una nova foto d'aquest monument                                                                                             |
| Can Regater                                        |              | Obra popular                               | Vilanova de Sau Al nord de Sant Pere de Castanyadell                      | 41° 55′ 40″ N, 2° 25′ 53″ E / 41.9277847°N,2.4313812°E | IPA-24867     | Carregueu una nova foto d'aquest monument                                                                                             |
| La Noguera                                         |              | Obra popular XIX-XX                        | Vilanova de Sau A 1 km a llevant de Sant Pere de Castanyadell             | 41° 55′ 23″ N, 2° 25′ 45″ E / 41.9229827°N,2.4292772°E | IPA-24868     | Carregueu una nova foto d'aquest monument                                                                                             |
| La Sala                                            |              | Obra popular XVI                           | Vilanova de Sau A 3 km del pont de Malafogassa                            | 41° 55′ 06″ N, 2° 26′ 01″ E / 41.9184467°N,2.4335986°E | IPA-24869     | Carregueu una nova foto d'aquest monument                                                                                             |
| Panissers                                          |              | Obra popular XVI-XIX                       | Vilanova de Sau A 4 km del pont de Malafogassa                            | 41° 54′ 50″ N, 2° 26′ 18″ E / 41.9139579°N,2.4383892°E | IPA-24870     | Panissers (Vilanova de Sau) · Vegeu més fotos d'aquest monument · Carregueu una nova foto d'aquest monument                           |
| Les Valls                                          |              | Obra popular XIX-XX                        | Vilanova de Sau A 7 km del pont de Malafogassa                            | 41° 54′ 10″ N, 2° 26′ 59″ E / 41.9026462°N,2.4497006°E | IPA-24871     | Carregueu una nova foto d'aquest monument                                                                                             |
| Torrents                                           |              | Obra popular XVI-XVII                      | Vilanova de Sau A 5 km del pont de Malafogassa                            | 41° 55′ 01″ N, 2° 27′ 19″ E / 41.9169658°N,2.4551488°E | IPA-24872     | Carregueu una nova foto d'aquest monument                                                                                             |
| Collsabena                                         |              | Obra popular XIX-XX                        | Vilanova de Sau A 5 km del pont de Malafogassa                            | 41° 54′ 25″ N, 2° 28′ 01″ E / 41.9069974°N,2.4670736°E | IPA-24874     | Collsabena (Vilanova de Sau) · Vegeu més fotos d'aquest monument · Carregueu una nova foto d'aquest monument                          |
| La Casanova                                        |              | Obra popular                               | Vilanova de Sau A 2 km del pantà de Sau                                   | 41° 58′ 38″ N, 2° 24′ 50″ E / 41.9773498°N,2.4138369°E | IPA-24875     | Carregueu una nova foto d'aquest monument                                                                                             |
| El Masnou                                          |              | Obra popular XVIII                         | Vilanova de Sau A 3 km del pantà de Sau                                   | 41° 58′ 47″ N, 2° 24′ 43″ E / 41.9797274°N,2.4120528°E | IPA-24877     | Carregueu una nova foto d'aquest monument                                                                                             |
| Les Goteres                                        |              | Obra popular XVII                          | Vilanova de Sau A 3 km del pantà de Sau, sota el cingle a 1 km de la Riba | 41° 58′ 54″ N, 2° 24′ 46″ E / 41.9817216°N,2.4127829°E | IPA-24878     | Carregueu una nova foto d'aquest monument                                                                                             |
| Can Carrasquet                                     |              | Obra popular XIX-XX                        | Vilanova de Sau A 2 km de la Riba, camí de Sau a Rupit                    | 41° 59′ 14″ N, 2° 25′ 18″ E / 41.9873148°N,2.4216648°E | IPA-24879     | Carregueu una nova foto d'aquest monument                                                                                             |
| Cal Sastre                                         |              | Obra popular                               | Vilanova de Sau A 2 km de la Riba, camí de Sau a Rupit                    | 41° 59′ 14″ N, 2° 25′ 27″ E / 41.9873452°N,2.4241394°E | IPA-24880     | Carregueu una nova foto d'aquest monument                                                                                             |
| La Casota                                          |              | Obra popular XVIII-XIX                     | Vilanova de Sau A 2 km de la Riba, camí de Sau a Rupit                    | 41° 59′ 20″ N, 2° 25′ 22″ E / 41.9887614°N,2.4227745°E | IPA-24881     | Carregueu una nova foto d'aquest monument                                                                                             |
| Can Roca                                           |              | Obra popular XIX                           | Vilanova de Sau A 3 km de la Riba, camí de Sau a Rupit                    | 41° 59′ 12″ N, 2° 25′ 41″ E / 41.9865459°N,2.4281907°E | IPA-24883     | Carregueu una nova foto d'aquest monument                                                                                             |
| Mas Novell                                         |              | Obra popular XIX                           | Vilanova de Sau A 4 km de la Riba, camí de Sau a Rupit                    | 41° 59′ 06″ N, 2° 26′ 01″ E / 41.98496°N,2.4335043°E   | IPA-24885     | Carregueu una nova foto d'aquest monument                                                                                             |
| Mas Novell Petit                                   |              | Obra popular XVIII                         | Vilanova de Sau A 4 km de la Riba, camí de Rupit                          | 41° 59′ 09″ N, 2° 26′ 01″ E / 41.9858618°N,2.4337378°E | IPA-24887     | Carregueu una nova foto d'aquest monument                                                                                             |
| Pedró de Sant Francesc                             |              | Obra popular                               | Vilanova de Sau A 4 km de la Riba, camí de Rupit                          |                                                        | IPA-24888     | Carregueu una nova foto d'aquest monument                                                                                             |
| Mas Romeu                                          |              | Obra popular                               | Vilanova de Sau A 6 km de can Tordera, camí de Bancells                   | 41° 56′ 50″ N, 2° 24′ 25″ E / 41.9473591°N,2.407054°E  | IPA-24889     | Carregueu una nova foto d'aquest monument                                                                                             |
| Malafogassa                                        |              | Obra popular XVIII-XIX                     | Vilanova de Sau A 5 km de can Tordera                                     | 41° 56′ 08″ N, 2° 24′ 46″ E / 41.9354725°N,2.4127248°E | IPA-24890     | Malafogassa (Vilanova de Sau) · Vegeu més fotos d'aquest monument · Carregueu una nova foto d'aquest monument                         |
| Vilaespinosa                                       |              | Obra popular XVIII-XIX                     | Vilanova de Sau Camí de Rupit a 4 km de la Riba                           | 41° 59′ 15″ N, 2° 26′ 00″ E / 41.9875528°N,2.4332761°E | IPA-24892     | Carregueu una nova foto d'aquest monument                                                                                             |
| El Crous                                           |              | Obra popular XVIII                         | Vilanova de Sau A 12 km del mas Romeu                                     | 41° 56′ 47″ N, 2° 24′ 53″ E / 41.9464076°N,2.4146996°E | IPA-24894     | Carregueu una nova foto d'aquest monument                                                                                             |
| Can Teuler, el Teuler                              |              | Obra popular XIX-XX                        | Vilanova de Sau A 1 km del mas Romeu direcció el Crous                    | 41° 56′ 39″ N, 2° 24′ 44″ E / 41.9442959°N,2.4121251°E | IPA-24896     | Carregueu una nova foto d'aquest monument                                                                                             |
| La Casa Nova del Crous                             |              | Obra popular XIX-XX                        | Vilanova de Sau A 12 km del mas Romeu                                     | 41° 57′ 04″ N, 2° 24′ 53″ E / 41.9510275°N,2.414597°E  | IPA-24898     | Carregueu una nova foto d'aquest monument                                                                                             |
| Can Tordera - Nord                                 |              | Obra popular XIX                           | Vilanova de Sau Ctra. N-141 Vic - Vilanova de Sau, km 12                  | 41° 56′ 01″ N, 2° 22′ 24″ E / 41.933537°N,2.373362°E   | IPA-24899     | Carregueu una nova foto d'aquest monument                                                                                             |
| Can Tordera - Sud                                  |              | Obra popular XVIII-XIX                     | Vilanova de Sau Ctra. N-141 Vic - Vilanova de Sau, km 12                  | 41° 56′ 00″ N, 2° 22′ 25″ E / 41.933462°N,2.373570°E   | IPA-24900     | Carregueu una nova foto d'aquest monument                                                                                             |
| Església de Santa Maria de Vilanova de Sau         | BCIL 2011    |                                            | Vilanova de Sau Sobre la riera Major                                      | 41° 56′ 54″ N, 2° 23′ 14″ E / 41.948376°N,2.387317°E   | IPA-36298     | Església de Santa Maria de Vilanova de Sau · Vegeu més fotos d'aquest monument · Carregueu una nova foto d'aquest monument            |
| Pont de Malafogassa                                | BCIL 2010    | Obra popular XV                            | Vilanova de Sau Sobre la riera Major                                      | 41° 56′ 10″ N, 2° 24′ 43″ E / 41.9360451°N,2.4119717°E | IPA-36302     | Pont de Malafogassa (Vilanova de Sau) · Vegeu més fotos d'aquest monument · Carregueu una nova foto d'aquest monument                 |
| Molí d'Amunt, Molí del Baix Ribé                   |              | Obra popular XVII-XVIII                    | Vilanova de Sau                                                           |                                                        | IPA-40887     | Carregueu una nova foto d'aquest monument                                                                                             |
| Molí del Dalt Ribé                                 |              | Obra popular XVII-XVIII                    | Vilanova de Sau                                                           |                                                        | IPA-40888     | Carregueu una nova foto d'aquest monument                                                                                             |